# Anthophora robbi
Anthophora robbi là một loài Hymenoptera trong họ Apidae. Loài này được Cockerell mô tả khoa học năm 1911.